# إروين ماير
إروين ماير (بالألمانية: Erwin Meyer ) (و. 1899 – 1972 م) هو فيزيائي، وأستاذ جامعي من ألمانيا . ولد في خوجوف.

## مناصب وهيئات
أدار جامعة برلين للتكنولوجيا.